# Lea DeLaria
Lea DeLaria, född 23 maj 1958 i Belleville i Illinois, är en amerikansk komiker, skådespelare och jazzmusiker. DeLaria var den första öppet homosexuella komikern att medverka i en talkshow när hon 1993 dök upp i The Arsenio Hall Show.
DeLaria har hållit på med ståuppkomik i mer än 25 år och är en frontfigur inom HBTQ-komik. Hon inledde sin karriär med att kalla sig för "That Fucking Dyke" ("den jävla flatan"); hon har förklarat det med "Jag kallade mig själv det för att jag fick det ropat efter mig ute på gatan. Men efter två år i branschen visste jag inte längre ifall det var mina fans som ropade efter mig eller inte!"[källa behövs]

## Bakgrund
Den italiensk-amerikanska DeLaria är född i Belleville, Illinois, och är dotter till Jerry, hemmafru, och Robert DeLaria, en jazzpianist och socialarbetare. Hon började skolan på St Mary's Elementary School i Belleville, och har refererat till sin katolska uppfostran i sina uppträdanden.
DeLaria har medverkat i ett flertal filmer, bland andra Edge of Seventeen och Före detta fruars klubb.
Sedan 2013 medverkar DeLaria i Netflix-serien Orange Is the New Black där hon spelar internen Carrie "Big Boo" Black.